# Ласло Ђере
Ласло Ђере (мађ. Györe László, 2. јун 1995. Сента) је српски тенисер мађарског порекла.
Најбољи пласман на АТП листи му је 27. место у појединачној конкуренцији од 10. јуна 2019. У почетку је играо на челенџерима, а од 2015. све чешће у квалификацијама на АТП турнирима, да би од 2018. почео редовно да игра и у главном жребу.
Године 2012. је освојио Оранж бол у конкуренцији тенисера до 18 година.

## Тениска каријера
Ђере је своју АТП каријеру почео 2013. године на Тајланд опену, где је доспео захваљујући добијеној специјалној позивници (енгл. wild card). У првој рунди тог турнира је изгубио од шестог носиоца Фелисијана Лопеза са 0:2 (3:6, 3:6).
Први запажен резултат остварио је на Отвореном првенству Чешке одржаног у Простјејову у јуну 2015. године, где је изгубио у финалу од другог носиоца Јиржија Веселог, који је тада био 41. на АТП листи. На том турниру је победио три играча из топ 100 до финала укључујући и првог носиоца Мартина Клижана. Остала два играча су били Душан Лајовић и Жоао Соза.
Прву АТП титулу у каријери освојио је у фебруару 2019. на турниру серије 500 у Рио де Жанеиру. У финалу је савладао 18-годишњег Канађанина Алијасима. На тај начин обезбедио је велики напредак на АТП листи, са 90. на 37. место. Већ на старту турнира избацио је првог носиоца, Доминика Тима, што је уједно његова прва победа над неким топ 10 играчем.
До друге АТП титуле стигао је у октобру 2020. на турниру серије 250 на Сардинији. У мечу за титулу победио је Марка Чекината у два сета.

## АТП финала

### Појединачно: 5 (2:3)
| Легенда                        |
| ------------------------------ |
| Гренд слем турнири (0:0)       |
| Завршно првенство сезоне (0:0) |
| АТП мастерс 1000 (0:0)         |
| АТП 500 (1:1)                  |
| АТП 250 (1:2)                  |

| Финала по подлози |
| ----------------- |
| Тврда (0:1)       |
| Шљака (2:2)       |
| Трава (0:0)       |

| Финала по локацији |
| ------------------ |
| Отворено (2:3)     |
| Дворана (0:0)      |

| Исход     | Бр. | Датум             | Турнир              | Подлога | Противник           | Резултат           |
| --------- | --- | ----------------- | ------------------- | ------- | ------------------- | ------------------ |
| Победник  | 1.  | 24. фебруар 2019. | Рио, Бразил         | Шљака   | Феликс Оже-Алијасим | 6:3, 7:5           |
| Победник  | 2.  | 18. октобар 2020. | Пула, Италија       | Шљака   | Марко Чекинато      | 7:6(7:3), 7:5      |
| Финалиста | 1.  | 11. април 2021.   | Каљари, Италија     | Шљака   | Лоренцо Сонего      | 6:2, 6:7(5:7), 4:6 |
| Финалиста | 2.  | 27. август 2022.  | Винстон-Сејлем, САД | Тврда   | Адријан Манарино    | 6:7(1:7), 4:6      |
| Финалиста | 3.  | 30. јул 2023.     | Хамбург, Немачка    | Шљака   | Александар Зверев   | 5:7, 3:6           |

## Финала АТП челенџера и ИТФ фјучерса

### Појединачно: 25 (11:14)
| Легенда          |
| ---------------- |
| Челенџери (2:10) |
| Фјучерси (9:4)   |

| Финала по подлози |
| ----------------- |
| Тврда (1:1)       |
| Шљака (10:13)     |
| Трава (0:0)       |
| Тепих (0:0)       |

| Финала по локацији |
| ------------------ |
| Отворено (11:14)   |
| Дворана (0:0)      |

| Исход     | Бр. | Датум               | Турнир                    | Подлога | Противник                | Резултат                 |
| --------- | --- | ------------------- | ------------------------- | ------- | ------------------------ | ------------------------ |
| Финалиста | 1.  | 16. септембар 2012. | Суботица, Србија, F12     | Шљака   | Јозеф Ковалик            | 6:3, 0:6, 3:6            |
| Победник  | 1.  | 28. јул 2013.       | Кикинда, Србија, F6       | Шљака   | Теодор Дачан-Крачун      | 6:2, 6:1                 |
| Победник  | 2.  | 1. септембар 2013.  | Златибор, Србија, F11     | Шљака   | Пеђа Крстин              | 7:6(7:0), 6:3            |
| Финалиста | 2.  | 17. новембар 2013.  | Никозија, Кипар, F1       | Шљака   | Бастијан Тринкер         | 2:6, 3:6                 |
| Финалиста | 3.  | 24. новембар 2013.  | Никозија, Кипар, F2       | Тврда   | Михал Шмид               | 4:6, 2:6                 |
| Победник  | 3.  | 11. мај 2014.       | Бол, Хрватска, F8         | Шљака   | Мике Урбанија            | 6:1, 6:2                 |
| Победник  | 4.  | 18. мај 2014.       | Приједор, БиХ, F2         | Шљака   | Томислав Бркић           | 6:3, 6:2                 |
| Финалиста | 4.  | 8. јун 2014.        | Будимпешта, Мађарска, F1  | Шљака   | Патрик Розенхолм         | 3:6, 7:5, 4:6            |
| Победник  | 5.  | 21. септембар 2014. | Ниш, Србија, F13          | Шљака   | Иван Бјелица             | 7:6(8:6), 6:4            |
| Победник  | 6.  | 21. децембар 2014.  | Дакар, Сенегал, F2        | Тврда   | Алдин Шеткић             | 7:5, 2:6, 6:4            |
| Победник  | 7.  | 1. фебруар 2015.    | Каиро, Египат, F3         | Шљака   | Камил Мајхжак            | 6:3, 7:5                 |
| Финалиста | 5.  | 6. јун 2015.        | Простјејов, Чешка         | Шљака   | Јиржи Весели             | 4:6, 2:6                 |
| Победник  | 8.  | 21. фебруар 2016.   | Хамамет, Тунис, F6        | Шљака   | Паскал Брунер            | 1:6, 6:1, 7:6(7:5)       |
| Финалиста | 6.  | 26. јун 2016.       | Милано, Италија           | Шљака   | Марко Чекинато           | 2:6, 2:6                 |
| Финалиста | 7.  | 7. август 2016.     | Кортина д'Ампецо, Италија | Шљака   | Жоао Соуза               | 4:6, 6:7(4:7)            |
| Победник  | 9.  | 2. април 2017.      | Опатија, Хрватска, F4     | Шљака   | Зденек Колар             | 7:5, 6:4                 |
| Финалиста | 8.  | 4. јун 2017.        | Виченца, Италија          | Шљака   | Мартон Фучович           | 6:4, 6:7(7:9), 2:6       |
| Финалиста | 9.  | 24. јун 2017.       | Попрад, Словачка          | Шљака   | Седрик-Марсел Штебе      | 0:6, 3:6                 |
| Победник  | 10. | 16. јул 2017.       | Перуђа, Италија           | Шљака   | Данијел Муњоз де ла Нава | 7:6(7:2), 6:4            |
| Финалиста | 10. | 23. јул 2017.       | Сан Бенедето, Италија     | Шљака   | Матео Беретини           | 3:6, 4:6                 |
| Финалиста | 11. | 7. октобар 2017.    | Алмати, Казахстан         | Шљака   | Филип Крајиновић         | 0:6, 3:6                 |
| Финалиста | 12. | 12. мај 2018.       | Рим, Италија              | Шљака   | Адам Павлашек            | 6:7(1:7), 7:6(11:9), 4:6 |
| Финалиста | 13. | 9. јун 2018.        | Простјејов, Чешка (2)     | Шљака   | Ђауме Мунар              | 1:6, 3:6                 |
| Победник  | 11. | 1. јул 2018.        | Милано, Италија           | Шљака   | Ђанлука Магер            | 6:2, 6:1                 |
| Финалиста | 14. | 7. мај 2023.        | Каљари, Италија           | Шљака   | Иго Имбер                | 6:4, 5:7, 4:6            |

### Парови: 1 (0:1)
| Легенда         |
| --------------- |
| Челенџери (0:1) |
| Фјучерси (0:0)  |

| Финала по подлози |
| ----------------- |
| Тврда (0:0)       |
| Шљака (0:1)       |
| Трава (0:0)       |
| Тепих (0:0)       |

| Финала по локацији |
| ------------------ |
| Отворено (0:1)     |
| Дворана (0:0)      |

| Исход     | Бр. | Датум         | Турнир                | Подлога | Партнер     | Противници                | Резултат |
| --------- | --- | ------------- | --------------------- | ------- | ----------- | ------------------------- | -------- |
| Финалиста | 1.  | 15. мај 2015. | Самарканд, Узбекистан | Шљака   | Пеђа Крстин | Сергеј Бетов Михаил Елгин | 4:6, 3:6 |

## Учинак на турнирима у појединачној конкуренцији
| Легенда | Легенда                                    | Легенда | Легенда                          |
| ------- | ------------------------------------------ | ------- | -------------------------------- |
| О/И     | однос освајања турнира и играња на турниру | Поб–пор | однос побједа и пораза           |
| НО      | турнир није одржан те године               | Н       | није учествовао на турниру       |
| КВ      | изгубио у квалификацијама                  | 1К      | изгубио у првом колу             |
| 2К      | изгубио у другом колу                      | 3К      | изгубио у трећем колу            |
| 4К      | изгубио у четвртом колу                    | ГФ      | изгубио у групној фази такмичења |
| ЧФ      | изгубио у четвртфиналу                     | ПФ      | изгубио у полуфиналу             |
| Ф       | изгубио у финалу                           | П       | освојио турнир                   |

| Година                  | 2015. | 2016. | 2017. | 2018. | 2019. | 2020. | 2021. | 2022. | 2023. | О/И         | Поб:пор     | %           |
| ----------------------- | ----- | ----- | ----- | ----- | ----- | ----- | ----- | ----- | ----- | ----------- | ----------- | ----------- |
| Гренд слем турнири      |       |       |       |       |       |       |       |       |       |             |             |             |
| ОП Аустралије           | Н     | КВ1   | КВ2   | 1К    | 1К    | 1К    | 1К    | 1К    | 2К    | 0 / 6       | 1:6         | 14%         |
| Ролан Гарос             | КВ1   | 1К    | КВ2   | 1К    | 3К    | 1К    | 3К    | 2К    | 1К    | 0 / 7       | 5:7         | 42%         |
| Вимблдон                | Н     | Н     | КВ1   | 1К    | 2К    | НО    | 2К    | 1К    | 3К    | 0 / 5       | 4:5         | 33%         |
| ОП САД                  | КВ1   | КВ2   | Н     | 2К    | 1К    | 1К    | 1К    | 1К    |       | 0 / 5       | 1:5         | 17%         |
| Поб:пор на г. с.        | 0:0   | 0:1   | 0:0   | 1:4   | 3:4   | 0:3   | 3:4   | 1:4   | 3:3   | 0 / 23      | 11:23       | 32%         |
| Репрезентација          |       |       |       |       |       |       |       |       |       |             |             |             |
| Дејвис куп              | Н     | Н     | ПФ    | 1К    | Н     | НО    | Н     | ГФ    |       | 0 / 3       | 2:3         | 40%         |
| Поб:пор                 | 0:0   | 0:0   | 0:1   | 1:1   | 0:0   | 0:0   | 0:0   | 1:1   | 0:0   | 0 / 3       | 2:3         | 40%         |
| АТП Мастерс 1000 серија |       |       |       |       |       |       |       |       |       |             |             |             |
| Индијан Велс            | Н     | Н     | Н     | 1К    | 3К    | НО    | 1К    | 2К    | 1К    | 0 / 5       | 2:5         | 29%         |
| Мајами                  | Н     | Н     | Н     | Н     | Н     | НО    | 2К    | 1К    | 2К    | 0 / 3       | 2:3         | 40%         |
| Монте Карло             | Н     | Н     | Н     | Н     | 1К    | НО    | 1К    | 3К    | 1К    | 0 / 4       | 2:4         | 33%         |
| Мадрид                  | Н     | Н     | Н     | Н     | 3К    | НО    | КВ1   | Н     | 1К    | 0 / 2       | 2:2         | 50%         |
| Рим                     | Н     | Н     | Н     | Н     | 2К    | Н     | 1К    | 2К    | 4К    | 0 / 4       | 5:4         | 56%         |
| Канада                  | Н     | Н     | Н     | Н     | 1К    | НО    | Н     | Н     | Н     | 0 / 1       | 0:1         | 0%          |
| Синсинати               | Н     | Н     | Н     | Н     | 1К    | КВ1   | 1К    | Н     |       | 0 / 2       | 0:2         | 0%          |
| Шангај                  | Н     | Н     | Н     | Н     | Н     | НО    | НО    | НО    |       | 0 / 0       | 0:0         | 0%          |
| Париз                   | Н     | Н     | КВ2   | Н     | 1К    | 1К    | 1К    | КВ2   |       | 0 / 3       | 0:3         | 0%          |
| Поб:пор на м. т.        | 0:0   | 0:0   | 0:0   | 0:1   | 4:7   | 0:1   | 1:6   | 4:4   | 4:5   | 0 / 24      | 13:24       | 35%         |
| Пласман на крају године | 186   | 185   | 88    | 93    | 38    | 57    | 52    | 70    |       | 4.887.300 $ | 4.887.300 $ | 4.887.300 $ |

## Победе над топ 10 тенисерима
Ђере има однос победа и пораза 3:17 (15%) против тенисера који су у време одигравања меча били рангирани међу првих 10 на АТП листи.
| Сезона | 2013. | 2014. | 2015. | 2016. | 2017. | 2018. | 2019. | 2020. | 2021. | 2022. | 2023. | Укупно |
| ------ | ----- | ----- | ----- | ----- | ----- | ----- | ----- | ----- | ----- | ----- | ----- | ------ |
| Победе | 0     | 0     | 0     | 0     | 0     | 0     | 2     | 0     | 0     | 0     | 1     | 3      |

| #     | Играч                 | Позиција | Турнир             | Подлога | Коло | Резултат           | Позиција Ђереа |
| ----- | --------------------- | -------- | ------------------ | ------- | ---- | ------------------ | -------------- |
| 2019. |                       |          |                    |         |      |                    |                |
| 1.    | Доминик Тим           | Бр. 8    | Рио, Бразил        | Шљака   | 1К   | 6:3, 6:3           | Бр. 90         |
| 2.    | Хуан Мартин дел Потро | Бр. 8    | Мадрид, Шпанија    | Шљака   | 2К   | 6:3, 2:6, 7:5      | Бр. 32         |
| 2023. |                       |          |                    |         |      |                    |                |
| 3.    | Каспер Руд            | Бр. 3    | Окланд, Аустралија | Тврда   | 2К   | 3:6, 6:3, 7:6(7:3) | Бр. 70         |